# Lasioglossum nipponense
Lasioglossum nipponense là một loài Hymenoptera trong họ Halictidae. Loài này được Hirashima mô tả khoa học năm 1953.